# Chapulco (ort)
Chapulco är en ort i Mexiko.   Den ligger i kommunen Chapulco och delstaten Puebla, i den sydöstra delen av landet, 200 km öster om huvudstaden Mexico City. Chapulco ligger 2 032 meter över havet och antalet invånare är 4 394.
Terrängen runt Chapulco är huvudsakligen kuperad. Chapulco ligger nere i en dal. Runt Chapulco är det tätbefolkat, med 442 invånare per kvadratkilometer. Närmaste större samhälle är Tehuacán, 19,3 km söder om Chapulco. I omgivningarna runt Chapulco växer huvudsakligen savannskog.